# Берне (Женева)
Берне (фр. Bernex) — місто  в Швейцарії в кантоні Женева.

## Географія
Місто розташоване на відстані близько 140 км на південний захід від Берна, 8 км на південний захід від Женеви.
Берне має площу 13 км², з яких на 21,2% дозволяється будівництво (житлове та будівництво доріг), 59% використовуються в сільськогосподарських цілях, 16,5% зайнято лісами, 3,3% не є продуктивними (річки, льодовики або гори).

## Демографія
2019 року в місті мешкало 10 244 особи (+6,3% порівняно з 2010 роком), іноземців було 21,8%. Густота населення становила 791 осіб/км².
За віковим діапазоном населення розподілялося таким чином: 22% — особи молодші 20 років, 58,6% — особи у віці 20—64 років, 19,3% — особи у віці 65 років та старші. Було 3812 помешкань (у середньому 2,6 особи в помешканні).
Із загальної кількості 2674 працюючих 249 було зайнятих в первинному секторі, 376 — в обробній промисловості, 2049 — в галузі послуг.